# 南楊州市
南楊州市（：／ Namyangju si */?）是大韩民国京畿道东北部的一个自治市，面积460平方公里，人口721,767人（2021年4月），有首爾外環高速公路经过。
行政區內有2所大学，庆熙大学研究生院和庆福大学，並有15所高中、29所中学和55所小学。

## 行政区划
- 好坪洞（호평동）
- 坪內洞（평내동）

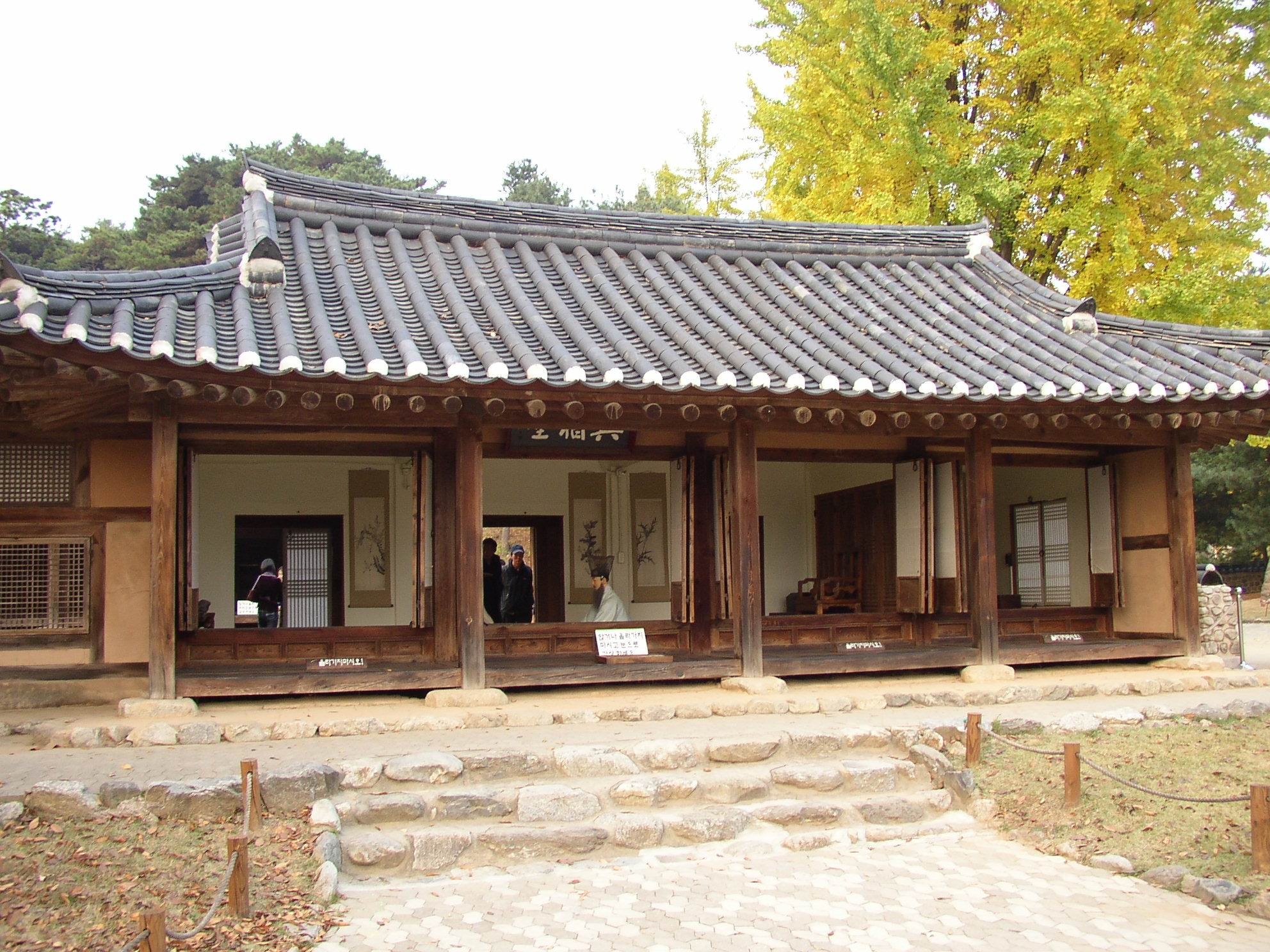
丁若镛故居

- 金谷洞（금곡동）：朝鮮的高宗皇帝和他的兩位兒子純宗皇帝及義親王的洪裕陵所在地
- 養正洞（양정동）
- 茶山洞（다산동）：由原陶农洞（도농동），芝锦洞（지금동）合并而来
- 别内洞（별내동）：原属于别内面，后来在2012年被拆出。
- 瓦阜邑（와부읍）
- 榛接邑（진접읍）：朝鮮世祖陵光陵位於本邑的富坪里（부평리）247番地，史蹟：第197號
- 和道邑（화도읍）
- 真乾邑（진건읍）
- 梧南邑（오남읍）
- 退溪院邑（퇴계원읍）
- 別內面（별내면）
- 水洞面（수동면）
- 鳥安面（조안면）